# Windrichtungsnachführung

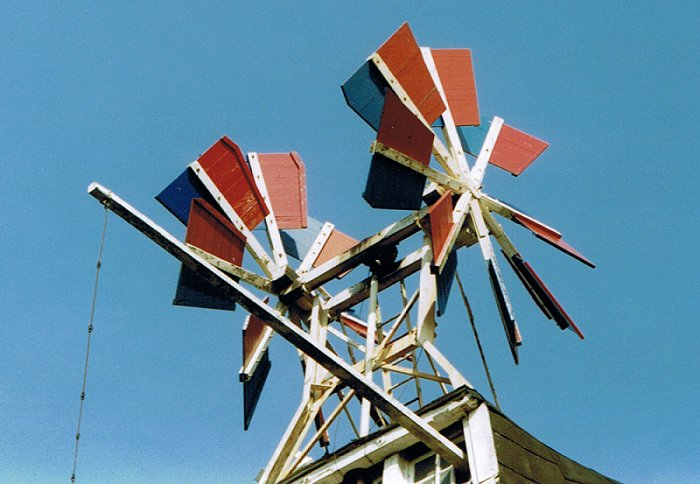
Selten: doppelte Windrose an einer Windmühle

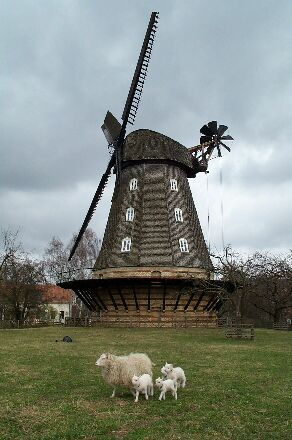
Die Britzer Mühle in Berlin, rechts die Windrose zur Windrichtungsnachführung

Die Windrichtungsnachführung ist ein Mechanismus oder ein technisches System, um den Rotor eines horizontalachsigen Windrades, einer Windmühle oder einer Windkraftanlage gegen den Wind auszurichten (alte Bezeichnung: „krühen“).  Dies kann entweder durch menschliche Kraft (mit Hilfe eines Steerts), durch die Kraft des Windes selbst oder durch Stellmotoren (auch Azimutantrieb oder Giermotoren genannt) erfolgen, wie es bei modernen Windkraftanlagen üblich ist. 

## Verstellung durch den Wind
Die Ausrichtung durch den Wind selbst kann beispielsweise mit einer einfachen Windfahne bei kleinen Anlagen oder durch ein Hilfswindrad, Seitenrad oder Windrose genannt, verändert werden. Letzteres ist bei Holländermühlen (Kappenwindmühlen) üblich. 
Die Drehachse des Seitenrades ist auf der drehbaren Kappe der Mühle quer zur Achse des Hauptwindrades angeordnet und treibt z. B. eine Schnecke an, die in Zähne am unteren Ring des Drehkranzes eingreift, der die Kappe trägt. Wird das Seitenrad durch querblasenden Wind gedreht, setzt es das Getriebe und damit die ganze Kappe in Bewegung. Die Selbsthemmung des Getriebes verhindert zu häufige Richtungswechsel.

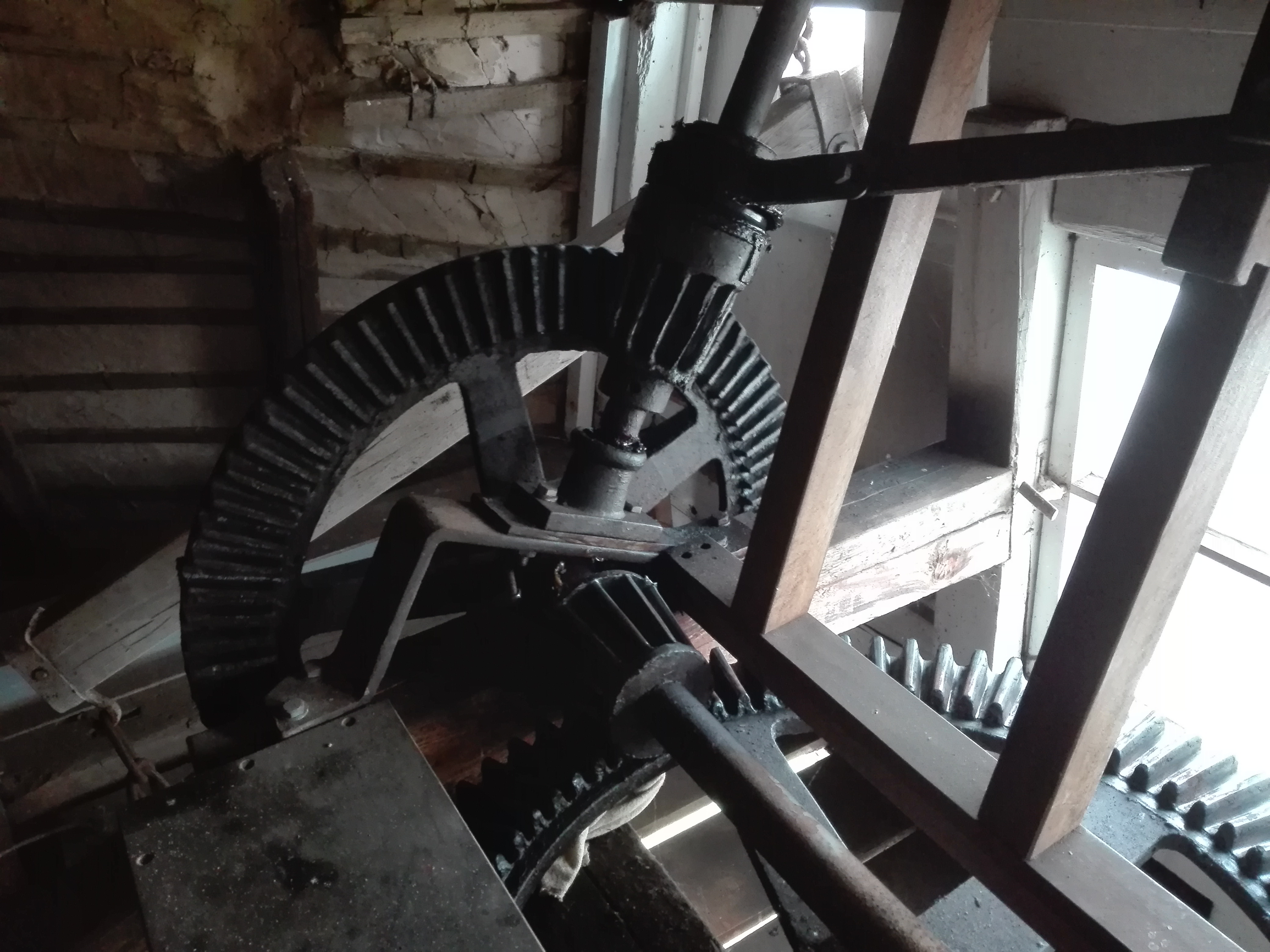
Nahansicht der Mechanik der Windrose in der Mühle in Bederkesa

Der Drehkranz ist als Schleifring oder Rollendrehkranz ausgeführt und durch eine Schürze vor der Witterung geschützt. Ein mehrstufiges Zahnradgetriebe statt Schneckentrieb erlaubte eine leichter zugängliche, innenliegende Verzahnung des Drehkranzes.

## Fremdkraftverstellung
Fremdkraftbetriebene Stellanlagen ermitteln die Windrichtung über Sensoren, sogenannte Windrichtungsgeber, und steuern elektrische Stellmotoren an. Um Schwingungen der Anlage um die Hochachse zu vermeiden, werden die meist mehreren Stellmotoren gegeneinander verspannt oder das gesamte Lager mit einer Bremse festgesetzt, wenn es nicht in Bewegung ist. Bei Bewegungen um die Hochachse wirken starke Widerstandsmomente (Kreiselkräfte) auf den Rotor und die restliche Struktur ein. Die Windrichtungsnachführung bei modernen Windkraftanlagen ist daher langsam und stark gedämpft.
Auf lange Sicht würde ein ständiges Verfolgen der Windrichtung dazu führen, dass Kabelverbindungen zum Turm verdrillen. Die Anlagensteuerung sorgt bei Bedarf für Entdrillung. Man kann daher hin und wieder eine Anlage „Karussell fahren“ sehen, wobei eine Gondelumdrehung etwa 10 bis 20 Minuten dauert. Damit dies bei Schwachwind oder Windstille möglich ist, reicht eine Beweglichkeit von drei bis vier Maschinenhausumdrehungen aus.